# Tokarahi

Tokarahi est une petite localité rurale située dans la région d’Otago dans l’île du Sud de la Nouvelle-Zélande.

## Situation
Elle est localisée dans une zone de la vallée de Waiareka, à l’intérieur des terres par rapport à la ville d’ Oamaru.

## Activités économiques
L’activité économique est centrée sur l’agriculture.
Tokarahi est la première 'station' importante d'élevage de moutons, qui fut la propriété de 'John Borton' (1826-1916) et d’Alexander McMaster (1823-1885).
Tous deux avec leur ‘Maerewhenua’ parcoururent leur domaine.
Celui-ci était formé de leur domaine propre de 13 000 acres mais aussi des terres en location représentant 70 000 acres.
Ils y firent circuler jusqu’à 70 000 moutons (à la fin de leur partenariat) en 1887. 
McMaster prenant ensuite possession de Tokarahi tout seul.
Une large portion, des 11 000 acres ou 4 500 hectares, furent acquis par le gouvernement pour fermer la colonie en 1894.Le holdings fut divisé en lots et donné à 79 fermiers différents.
La propriété de Borton au niveau de  Maerewhenua fut achetée l’année suivante  ,.

## Accès
Pendant un certain nombre de décades, Tokarahi servit de terminus pour un embranchement de la ligne de chemin de fer de la branche de Ngapara and Tokarahi (en), deux branches reliées en elles construites pour ouvrir les terres vers l’intérieur en amont de la région d'Oamaru et encourager le développement de l’agriculture. Après la mise en service de la première ligne vers Ngapara en 1877, un embranchement fut construit en direction de 'Tokarahi' et ouvert en 1887. Sa construction était en partie utile pour fournir du travail aux chômeurs du fait de la Grande Dépression.
Pendant la plus grande partie de l’histoire de la branche de Tokarahi, un train "mixte" transportant à la fois des marchandises et des passagers pouvait faire l’aller-retour jusqu’à la ville d'Oamaru chaque jour. Ce service rencontrait un train identique venant de Ngapara à la jonction de Windsor, où il constituait un train dédié aux passagers et un train pour le fret train, qui le suivaient avec un rythme plus lent. Le retour de cette procédure se réalisait dans l’après midi. Les trains vers et venant de la ville de Tokarahi, étaient souvent tirés par une locomotive à vapeur de type classe T (en).
Tokarahi devint l’une des premières places dans le réseau national du rail à perdre son service passager avec le remplacement par un bus introduit dès 1926. Du fait de sa faible population, de sa faible activité économique ainsi que de la proximité de l'embranchement de Ngapara du chemin de fer, Tokarahi perdit complètement sa voie de chemin de fer, seulement quelques années plus tard. La ligne fut fermée le 14 juillet 1930.
Peu de choses survivent aujourd'hui du dépôt de chemin de fer de la ville.

## Site d'Elephant Rocks
Les rochers d'Elephant Rocks (en) est une zone de blocs rocheux situé autour du village, qui fut utilisée en 2005 comme décors pour tourner les scènes du campement d'Aslan pour l'adaptation cinématographique du livre Le Lion, la Sorcière blanche et l'Armoire magique (The Lion, the Witch and the Wardrobe), un des tomes de la saga de Narnia écrite par l'auteur Britannique C.S. Lewis.